# چزمپین
چزمپین (به لاتین: Czempiń) یک شهر و گمینا در لهستان است که در گمینا چمپینگ واقع شده‌است. چزمپین ۳٫۲۹ کیلومتر مربع مساحت و ۵٬۱۳۵ نفر جمعیت دارد.